# 1836 în literatură
Anul 1836 în literatură a implicat o serie de evenimente și cărți noi semnificative.  